# Pianura verso Roma, da Tivoli
Pianura verso Roma, da Tivoli è un dipinto di Ettore Cosomati. Eseguito probabilmente tra il 1930 e il 1935, appartiene alle collezioni d'arte della Fondazione Cariplo.

## Descrizione
Si tratta di un paesaggio dalle caratteristiche tipiche della fase tarda della produzione dell'autore: la ricerca è orientata alla resa dei volumi e di un'atmosfera quanto più possibile nitida e cristallina; le pennellate sono larghe e materiche.